# Butlin’s
Butlin’s, gegründet als Butlin’s Holiday Camps („Butlins Ferienlager“, auch Butlin’s Ferien-Camp), nach jüngstem Rebranding Butlin’s Skyline Ltd., ist ein britisches Unternehmen und Betreiber von Freizeit-, Ferien- und Vergnügungsparks. Gegründet durch den Unternehmer Billy Butlin (1899–1980), erreichte Butlin’s in den 1940er bis 1960er Jahren durch den Betrieb von auf Masse ausgelegten Urlaubslagern ein Millionenpublikum.
Butlin’s erlitt ab Ende der 1960er bedingt durch den gesellschaftlichen Wandel in der britischen Mittelschicht und neue günstige Ferienangebote am Mittelmeer erhebliche wirtschaftliche Rückschläge. 1972 fiel das Unternehmen an The Rank Organisation. In den 1980ern wurde die Hälfte aller Standorte geschlossen. Rank veräußerte Butlin’s im Zuge der Unternehmensauflösung an Haven Holidays, welches 2000 von Bourne Leisure aufgekauft wurde und 2022 an Harris Trusts weiterveräußert wurde. Butlin’s betreibt heute nur noch drei von früher zehn großen Urlaubslagern.

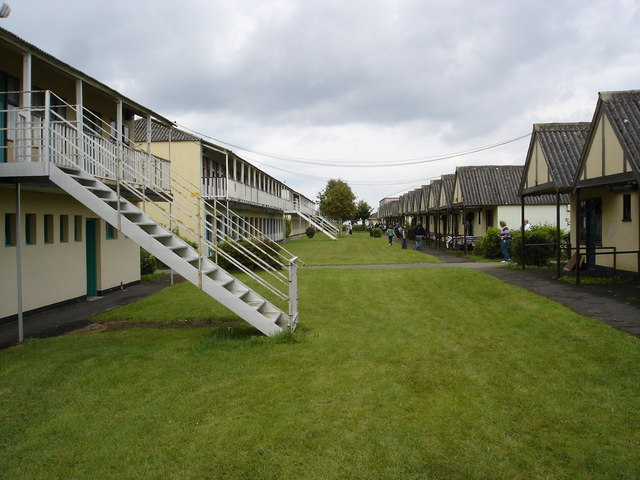
Reihe von Chalets für Gäste im ehemaligen Lager Mosney

## Unternehmensgeschichte
Für die Tradition des englischen Holiday Camps gibt es keine direkte deutsche Entsprechung: Die Übersetzung als Ferienlager (englisch: Summer Camp) ist irreführend, denn Holiday Camps waren das ganze Jahr hindurch für Erwachsene (und deren Partner bzw. Familien) gedacht, und nicht wie ein Ferienlager für Minderjährige und deren Begleitung. Die Unterbringung von Urlaubern der Unter- und Mittelschicht in großen Lagern hatte 1894 mit Cunningham’s Camp begonnen und sich weiter ausgebreitet, so war 1924 Potter’s Camp der Vorreiter der Branche, bevor Butlin’s diesen Wettbewerber ablöste. William Butlin hatte selbst einmal Ferien erlebt, in denen er als Pensionsgast an einem Regentag von der Hausherrin ins Freie verbannt worden war: Entsprechend sorgte er dafür, dass seine Gäste auch bei schlechtem englischen Wetter komfortabel entspannen können sollten.
Butlin’s warb damit, dass für einen durchschnittlichen Arbeiter-Wochenlohn eine ganze Woche Urlaub gebucht werden konnte (Werbespruch: A weeks holiday for a weeks pay), eingeschlossen die Unterkunft in den uniformen Ferienhütten (chalets) der Lager, drei Mahlzeiten am Tag und alle Einrichtungen und Annehmlichkeiten des Lagers.

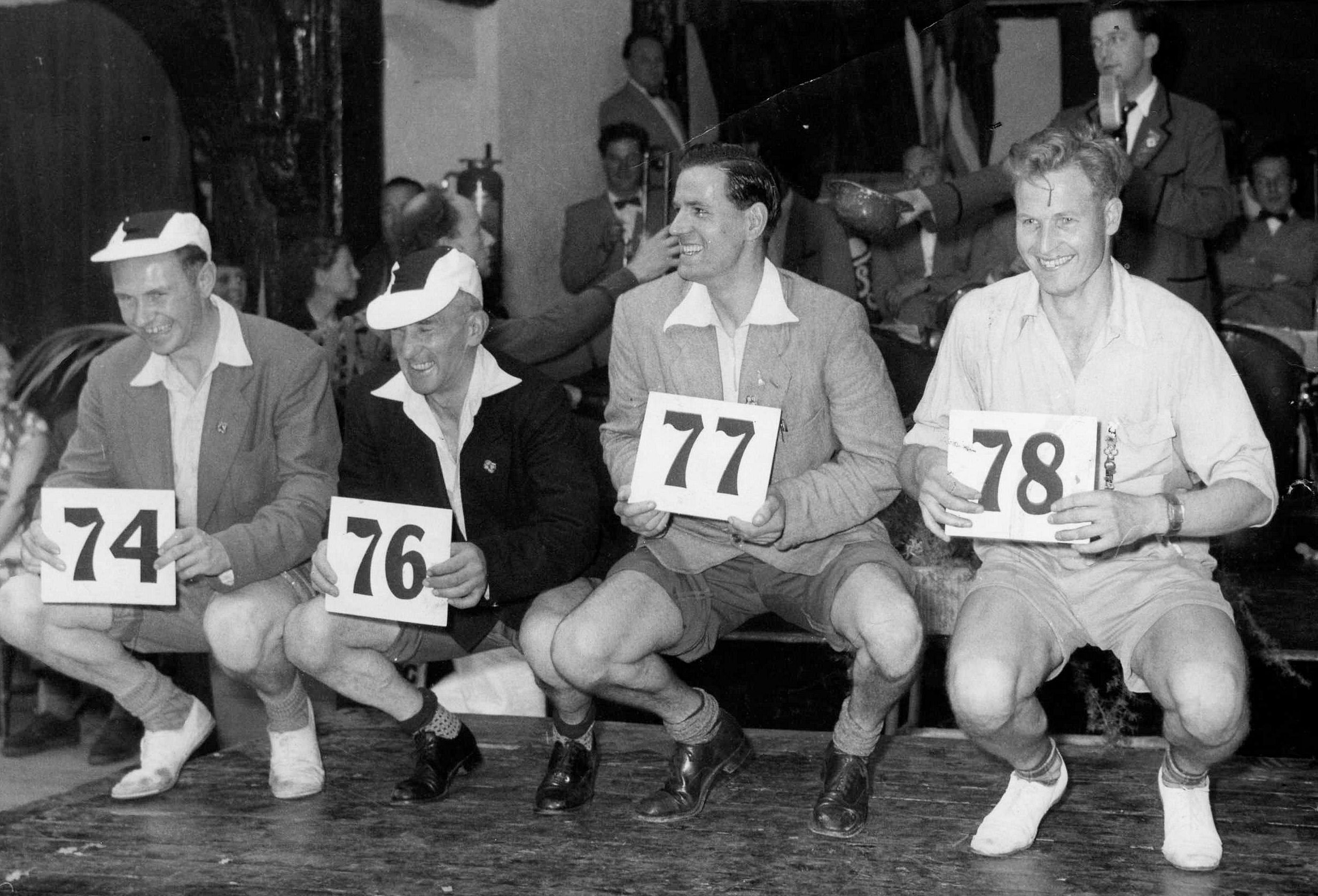
Knubbelknie-Wettbewerb, 1956

### Bis in die 1970er Jahre
Ein wesentliches Element der Lager war von der Gründung bis in die 1970er Jahre ein entsprechender Egalitarismus: Eingeteilt auf zwei Mittagsschichten wurde das gleiche Menü für alle serviert. Die Vergnügungen (etwa Tanz, Tombola, gemeinschaftliches Singen, abendliche Entertainer, aber auch Nonsens-Wettbewerbe wie „Schnellster Frittenfresser“, „Knubbligstes Knie“, „Glänzendste Glatze“) waren zeitlich straff getaktet und begleitet von häufigen Lautsprecherdurchsagen. Bars, „Südsee“-Lounges, Eisdielen, Spielhallen, Snooker- und Dart-Räume waren weit ausgedehnte Räumlichkeiten und konnten die breite Masse der Urlauber gleichzeitig aufnehmen. Kinder fanden Unterbringung in kindergartenähnlichen Spielzimmern. Wassersport konnte in beheizten Schwimmbädern betrieben werden; Kirmes-Plätze ergänzten das Angebot. Sportliche Events im Freien waren die Spiele Dreibeinlauf, Eierlauf und Eselreiten. Geweckt wurde um sieben Uhr morgens, in die Nachtruhe verabschiedet wurden Gäste um spätestens 23:15 mit einem letzten gemeinschaftlichen Loblied auf Mr. Butlin.
Ein weiterer Werbeslogan war Our True Intent Is All For Your Delight, was Shakespeares Ein Sommernachtstraum entlehnt ist, dort aber mit der Fortsetzung des Zitats … We Are Not Here eigentlich die gegenteilige Bedeutung hatte: „die wahre Absicht ist – Zu Eurer Lust allein / Sind wir nicht hier!“ (5. Aufzug, 1. Szene, nach Schlegel). Butlin selbst hatte diesen Spruch, angeblich ohne Kenntnis der Herkunft, bereits in frühen Jahren für sein Unternehmen gewählt und ließ ihn an zahlreichen Stellen als Leuchtreklame aufstellen. Weitere besonders einprägsame Marketingkampagnen enthielten das Motto Butlin’s by the sea (Butlin’s am Meer) sowie in den 1970ern A holiday that’s out of this world, wobei zwei Außerirdische namens Toots & Ploots als Maskottchen auftraten.

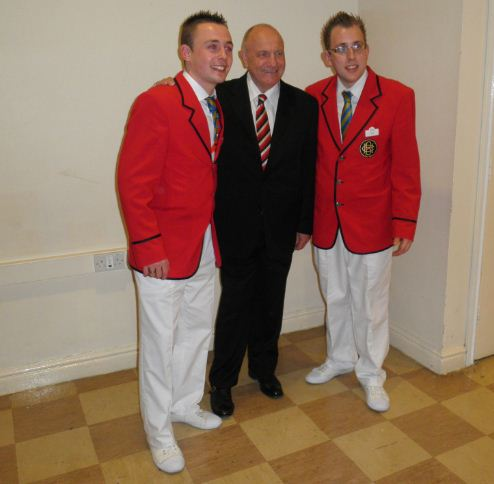
Zwei Redcoats mit Gast, 2011

### Butlins Redcoats
Eine Besonderheit in den Camps sind die Butlins Redcoats, eine Truppe von rot livrierten Unterhaltern, Gesellschaftern und Dienstleistern in den Lagern. Ihr Erkennungsmerkmal ist ein signalrotes Jackett; weitere Details der Uniform variierten. Butlin, der in seinem ersten Lager feststellte, dass die Gäste seines dorfähnlichen Lagers unter sich blieben und sich zum Teil langweilten, organisierte mit Norman Bradford einen Entertainer für die Gäste und baute nach dessen erfolgreichem Debüt eine ganze Truppe auf. Die Rolle des Redcoats wurde zu einem Standard-Einstieg in eine britische Entertainer-Karriere. Zu denen, die in Butlin’s-Lagern ihre Karriere begannen, zählen etwa Stephen Mulhern, der Sänger Clinton Ford (1931–2009), Russ Hamilton, Des O’Connor, Fernsehgröße Jimmy Tarbuck (* 1940) oder Michael Barrymore. Um 1957 trat auch Paul McCartney mit seinem Bruder Mike bei einem Talentwettbewerb im Feriencamp, wo sie bereits in den 1940er Jahren gewesen waren, auf. Die beiden sangen Bye Bye Love von den Everly Brothers. Für einen Gewinn hielt man sie dort jedoch nicht für talentiert genug.

### Entwicklung nach der Hochphase
Mit der Konkurrenz durch Pauschalreisen ans Mittelmeer blieben die besser situierten Gäste immer mehr aus, und die Lager wurden ab den 1970ern immer mehr von Halbstarken und Alleinstehenden besucht sowie von Freizeitclubs, die hier Meisterschaften in Snooker oder Kartenspiele austrugen. Fernsehparodien und -dokumentationen beleuchteten den Alltag in den Lagern und deckten auch Skandale auf: Butlin hatte auf verschiedene Weisen dafür gesorgt, dass Urlauber unter der Hand (außerehelichen) erotischen Aktivitäten nachgehen konnten.
Für 43 Millionen britische Pfund verkaufte Bobby Butlin, der Sohn des Unternehmensgründers, 1972 alle Einrichtungen an The Rank Organization. Mit diesem Eigentümerwechsel begannen grundlegende Änderungen: Die neuen Betreiber schafften die Gemeinschafts-WCs und zentralen Lautsprecheranlagen ab, ließen die Ansiedlung von Fast-Food-Restaurantketten, Kinos und Einkaufszentren auf den Geländen zu und beendeten damit den Pauschalurlaub in den zu Centern umfunktionierten Camps. Mitte der 1980er Jahre wurden fünf unprofitable Lager ganz geschlossen, während weitere fünf stattdessen weiter modernisiert und ausgebaut wurden.

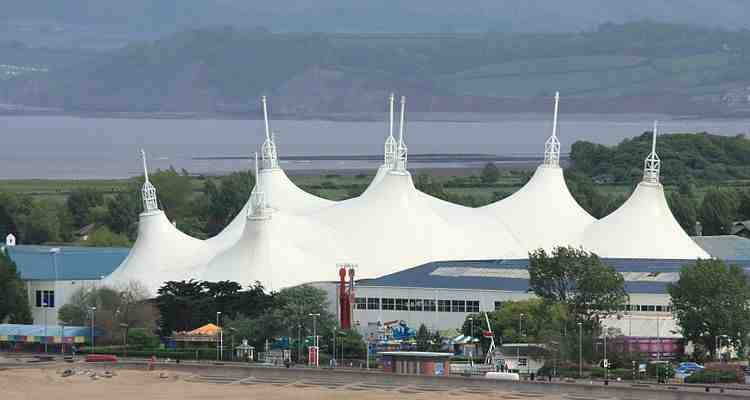
Skyline-Pavillon von Minehead

In den späten 1990ern wurden in den verbliebenen fünf Parks sogenannte Skyline pavillons errichtet und mit jeweils einer Splash Waterworld die Badeattraktionen ausgeweitet. Mit der Marke Ex More Adventures entwickelte Butlin’s später neue Attraktionen wie Kletterwände, Reit- und Fahrzeugsafaris sowie Gelegenheiten zum Angeln, Tauchen und Wassersport, die in den verbliebenen drei Parks angeboten werden.
Zwischen 1986 und 2017 dienten die Lager Minehead und Skegness als Veranstaltungsort für die Spring Harvest, mit zehntausenden Besuchern das größte christliche Festival des Vereinigten Königreichs, auf dem etwa christliche Bands und Prediger auftreten.

## Lager

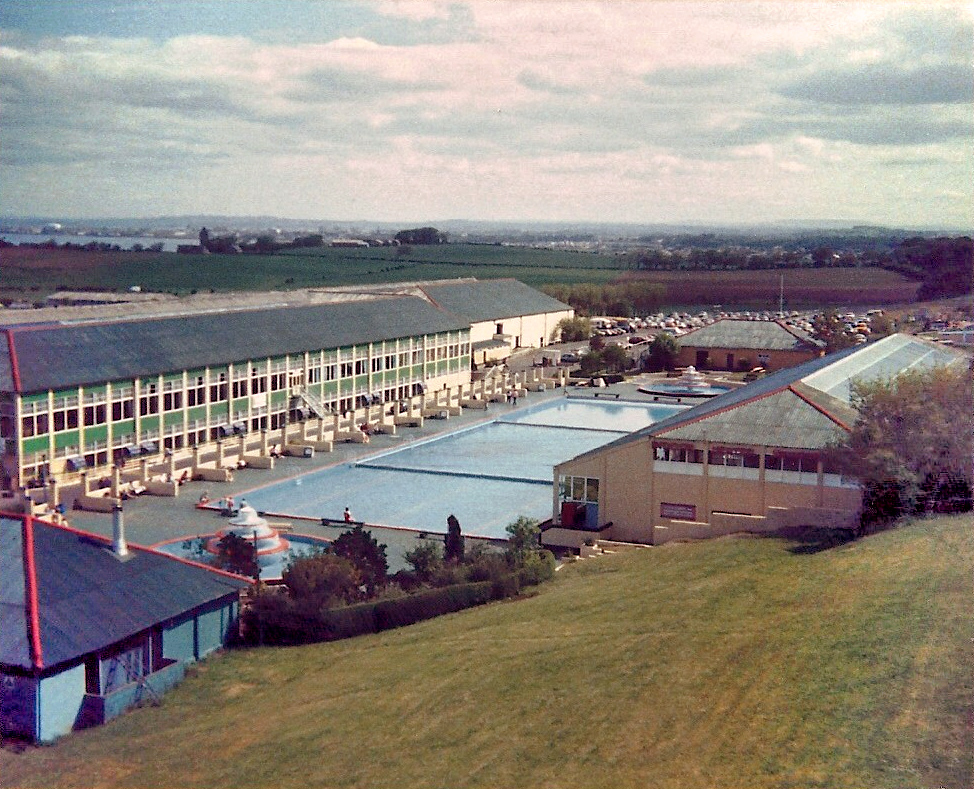
Sicht auf das Schwimmbad von Ayr, frühe 1980er

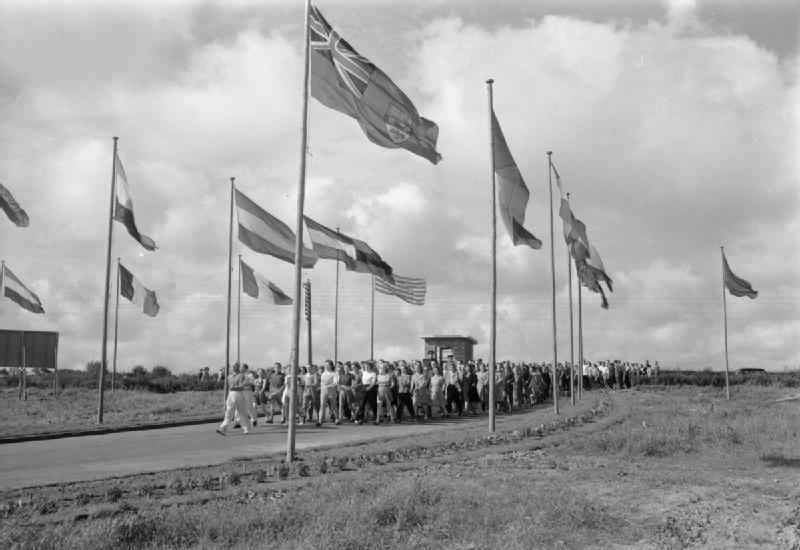
Morgenlauf der Urlauber in Filey, zu Saisonbeginn 1945

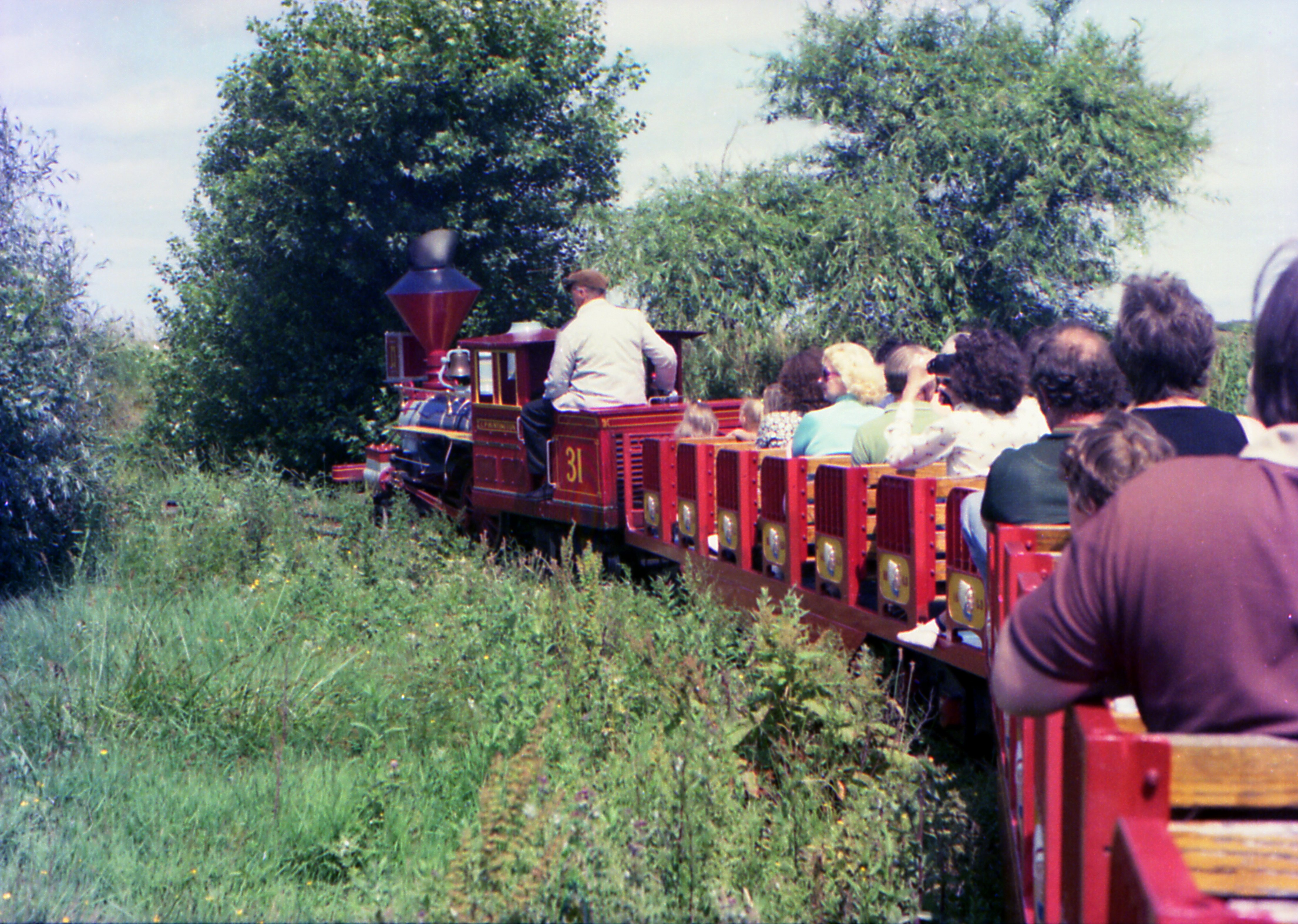
Mini-Bahn von Minehead, 1976

Butlin’s bedeutendstes Standbein waren die Holiday Camps (Ferienlager), welche später nach Modernisierungen auch als Holiday Centre (Ferienzentrum), Holiday Village (Feriendorf), Holiday World (Ferienwelt) und zuletzt als Resort bezeichnet wurden oder werden. Folgende drei Lager werden bis heute von Butlin’s betrieben (in Reihenfolge der Eröffnung):
- Skegness, Lincolnshire: Seit 1927 betrieb Butlin in dem Ort einen Vergnügungspark. 1935 erworben und im Folgejahr eröffnet, diente das erste Ferienlager des Unternehmens im Zweiten Weltkrieg als Trainingslager für britische Soldaten und wurde auch Ziel der deutschen Luftwaffe. Nach Kriegsende erwarb Butlin den Park 1946 zum Vorzugspreis zurück und nahm nach nur wenigen Wochen den Ferienbetrieb wieder auf. In den 1990er Jahren firmierte der Betrieb als Funcoast World, wurde aber wieder rück-umbenannt.
- Bognor Regis, West Sussex: Seit den 1930ern war Billy Butlin in dem Ort mit einem Vergnügungspark und Zoo präsent; 1960 eröffnete er das Ferienlager, das nach größeren Investitionen in den 1980ern und 1990ern weiterhin von Butlin’s betrieben wird. In den 1990ern wurde es als Southcoast World beworben. Auf dem Gelände wurden 2005, 2009 und 2012 neue Hotelanlagen namens Shoreline, Ocean und Wave eröffnet.
- Minehead, Somerset: 1961 erworben und 1962 eröffnet, wird dieses Lager weitgehend im Originalzustand gehalten (auch wenn neue Gebäude und Attraktionen hinzugekommen sind) und darum von Butlin’s-Nostalgikern bevorzugt. Es fasst als größtes verbliebenes Lager 10.000 Besucher. In den 1990ern wurde es als Somerwest World bezeichnet.

Folgende Lager wurden geschlossen oder werden heute von neuen Eigentümern betrieben:
- Clacton-on-Sea, Essex: 1936 erwarb Butlin den dortigen Vergnügungspark und eröffnete 1938 Butlin’s Clacton als zweites Lager dieser Art. Im Zweiten Weltkrieg wurde das Lager für das Royal Pioneer Corps requiriert und ab 1946 von Butlin wieder als Ferienlager genutzt. 1983 wurde das unprofitabel gewordene Ferienlager verkauft, aber dann nur noch ein Jahr betrieben und dann als Bauland erschlossen.
- Filey, North Yorkshire: 1939, noch vor der Eröffnung des dritten geplanten Butlin-Ferienlagers requirierte die British Army das Lager. 1947 konnte es wieder als Ferienort eröffnet werden; es fasste 11.000 Besucher. 1983 wurde es geschlossen und verkauft; der neue Eigentümer betrieb es 1986 nur wenige Wochen. Zwischen 1988 und 2003 wurde das Lager allmählich abgerissen.
- Ayr, Ayrshire und Pwllheli, Gwynedd: 1940 baute Butlin diese zwei Lager im Dienste der Royal Navy und erwarb sie dann 1946 zum Vorzugspreis zurück, um sie in Ferienlager wie Skegness und Clacton umzuwandeln. 1987 wurde Butlin’s Ayr in Wonderwest World umbenannt; Butlin’s Pwllheli wurde 1990 in Starcoast World umbenannt. 1999 wurden beide Standorte an Haven Holidays verkauft, die diese seither betreiben.
- Mosney, Meath: 1947 erworben und 1948 eröffnet, war Mosney das erste Lager Butlins außerhalb des Vereinigten Königreichs und hatte anfänglich mit dem Widerstand der Einheimischen zu kämpfen, die eine katholische Kirche durchsetzten. 1982 veräußerte Butlin’s den Standort mit 2500 Betten, der noch bis 2000 als Ferienlager genutzt wurde und anschließend verkleinert und zur Unterkunft für Asylbewerber umfunktioniert wurde.
- Bahamas: 1946 sicherte sich Butlin einen Standort nahe Freeport und errichtete dort das einzige außereuropäische Lager, das er nach dem Kauf 1949 noch Ende des Jahres eröffnete. Dieser Standort war auf Besucher aus den USA angewiesen, die mit dem Lagerkonzept nichts anfangen konnten. Damit entstand dort nie ein volles Urlaubslager, und es blieb bei einzelnen Attraktionen und Hotels. In den späten 1980ern wurde der Standort aufgegeben und verkauft; heute befindet sich dort ein Hotel mit Marina.
- Barry Island, Vale of Glamorgan: Das Lager wurde, als letzte Gründung durch Butlin, 1966 eröffnet. 1987 wurde es an Majestic Holidays verkauft, welche das Gelände zunächst komplett neu bebauen wollten, das Lager dann aber bloß modernisierten, bis 1996 weiterbetrieben und es dann aufgrund der verschlechterten Zustände schlossen.

Neben den oben genannten Lagern betrieb Butlin in den 1930ern weitere Vergnügungsparks und kaufte in den 1950er Jahren zahlreiche Hotels in Wales und England abseits der Lager. Ein weiteres Urlaubslager in Norfolk hatte Butlin in den frühen 1950er Jahren projektiert, nach der Flutkatastrophe von 1953 gab er die Pläne auf; Holme Dunes ist heute ein Naturschutzgebiet.

## Film und Fernsehen
Zahlreiche britische und amerikanische Unterhaltungsikonen waren bei Butlin’s unter Vertrag oder wurden für Auftritte engagiert.
Verschiedene Kinderbücher stellten die Vorzüge der Lager dar, darunter John Creasey The Toff at Butlins. (1954) und von Frank Richards Billy Bunter at Butlins (1961).
Die von Butlin errichteten Lager dienten als Drehorte für verschiedene Filmproduktionen, darunter etwa Holiday Camp (1947), Dschungel der Schönheit (1964), Die Lederjungen (1964), Doctor Who (Staffel 24, 1987), Redcoats (Dokuserie, 2001–2003) und Gavin & Stacey (Serie, 2007–2010).
In Tommy (1975) gibt es das Bernie’s Holiday Camp, in welchem Greencoats als Entertainer wirken. Die Serie Hi-de-Hi! (1980–1988) spielte in dem fiktiven Lager Maplin’s Holiday Camp, mit Yellowcoats als Entertainern.